# قاسم عيواظ بك
قاسم ايواظ بك (1660-1711م) شيخ البلد ومن كبار المماليك المصريين في القرن الثامن عشر

## بدايتة
الأمير الكبير المقدام إيواظ بك والد الأمير إسماعيل بك، وأصل اسمه: عوض، فحرفت باعوجاج التركية إلى إيواظ، فإن اللغة التركية ليس فيها الضاد، فأُبدلت وحُرفت بما سهل على لسانهم حتى صارت إيواظ، وهو جركسي الجنس قاسمي تابع مراد بك الدفتردار القاسمي.
تولى الإمارة عوضًا عن سيده مراد بك في سنة سبع وماية وألف ١٦٩٥م، وفي سنة عشر وماية وألف ١٦٩٨م ورد مرسوم من الدولة العثمانية خطابًا لحسين باشا والي مصر ان ذاك بالأمر بالركوب على المتغلب عبد الله وافي المغربي بجهة قبلي ومن معه من العربان، وإجلائهم عن البلاد.

## حروبة
وحضرت جماعة من الملتزمين والفلاحين يشكون ويتظلمون من المذكورين، فجمع حسين باشا الأمراء والأغوات وأمرهم بالتهيؤ للسفر صحبته، فقالوا: نحن نتوجه جميعًا، وأما أنت فتقيم بالقلعة لأجل تحصيل الأموال السلطانية؛ ثم وقع الاتفاق على إخراج تجريدة وأميرها إيواظ بك وصحبته ألف نفر من الوجاقات، ويقرروا له على كل بلد كبير ثلاثة آلاف نصف فضة والصغيرة ألفًا وخمسمائة فأجابهم إلى ذلك، وجعلوا لكل نفر ثلاثة آلاف فضة وللأمير عشرة أكياس، وخلع عليه الباشا قفطانًا، وخرج في يوم السبت سابع عشر جمادى الآخرة بموكب عظيم، ونزل بدير الطين فبات به وأصبح متوجهًا إلى قبلي، ثم ورد منه في حادي عشر رجب خطاب يذكر كثرة الجموع ويطلب الإمداد، فعمل الباشا ديوانًا، وجمع الأمراء، واتفقوا على إرسال خمسة من الأمراء الصناجق، وهم: أيوب بك أمير الحاج حالًا، وإسماعيل بك الدفتردار، وإبراهيم بك أبو شنب، وسليمان بك قيطاس، وأحمد بك ياقوت زادة، وأغوات الإسباهية الثلاثة وأتباعهم وأنفارهم.
فتهيأوا وسافروا ونزلوا بالجيزة وأقاموا بها أيامًا فورد الخبر أن إيواظ بك تحارب مع العربان وهزمهم، وفروا إلى الوجه البحري من طريق الجبل، ورجع الأمراء إلى مصر، وفي شوال نزلت جماعة من العربان بكرداسة فكبسهم ذو الفقار كاشف الجيزة وقتل منهم أربعة وسبعين رجلًا وطلع بروسهم إلى الديوان، ثم ورد الخبر بأنَّ جَمْع أبي زيد بن وافي نزل بوادي الطرانة، فاحتاط به قائمقام البحيرة وقتل من معه من الرجال، واحتاط بالأموال والمواشي، ولما بلغ بقية العربان ما حصل لأبي زيد ضاقت بهم الأرض ففروا إلى الواحات وأقاموا بها مدة حتى أخربوها وأغلوها وانقطعت السيارة، فألجأتهم الضرورة إلى أن هبطوا في صعيد مصر بمحاجر الجعافرة بالقرب من إسنا وصحبتهم علي أبو شاهين شيخ النجمة، وحصل منهم الضرر، فلما بلغ ذلك عبد الرحمن بك أغرى بهم عربان هوارة فاحتاطوا بهم ونهبوهم، وأخذوا منهم جملة كبيرة من الجمال وغيرها، ففروا فتبعهم خيل هوارة إلى حاجر منفلوط، فتبعهم عبد الرحمن بك ومن معه من الكشاف فأثخنوهم قتلًا ونهبًا، وأخذوا منهم ألفًا وسبعماية جمل بأحمالها، وهرب من بقي، وما زالوا كلما هبطوا أرضًا قاتلهم أهلها إلى أن نزلوا الفيوم بالغرق، وافترق منهم أبو شاهين بطايفة إلى ولاية الجيزة، فعين لهم الباشا تجريدة ذهبوا خلفهم إلى الجسر الأسود، فوجدوهم عدُّوا إلى المنوفية.
وأما إيواظ بك فإنه من حين نزوله إلى الصعيد وهو يجاهد ويحارب في العربان حتى شتت شملهم وفرّق جمعهم، فتلقّاهم عبد الرحمن بك فأذاقهم أضعاف ذلك، وحضر إيواظ بك إلى مصر، ودخل في موكب عظيم والروس محمولة معه، وطلعوا إلى القلعة وخلع عليه الباشا وعلى السدادرة الخلع السنية، ونزلوا إلى منازلهم في أبهة عظيمة، وتولى كشوفية الأقاليم الثلاثة على ثلاث سنوات، ورجع إلى مصر.

## سفرة للحجاز
وحضر مرسوم بسفر عسكر إلى البلاد الحجازية وعزل الشريف سعد وتولية الشريف عبد الله وأميرها إيواظ بك، فخلع عليه الباشا وشهَّل له جميع احتياجاته، وبرز إلى العادلية وصحبته السدادرة، وسار برًّا في غير أوان الحج، ولما وصل إلى مكة جمع السدادرة القدُم والجدُد وحاربوا الشريف سعدًا وهزموه وملك دار السعادة، وأجلس الشريف عبد الله عوضه، وقتل في الحرابة رضوان أغا ولده وكان خازنداره، وأقام بمكة إلى أيام الحج،

## حكم جدة
أتى إليه مرسوم بأنه يكون حاكم جدة، وكانت إمارة جدة لأمراء مصر. أقام بجدة سنين وحاز منها شيئًا كثيرًا، وكان الوكيل عنه بمصر يوسف جربجي الجزار عزبان، ويرسل له الذخيرة وما يحتاجه من مصر.
وتولى إمارة الحج سنة اثنتين وعشرين ١٧١٠م.

## أعمال الخير
- جدد سقف الجامع الازهر
- انشا مسجد سيدي ابراهيم الدسوقي ( في دسوق )
- انشا مسجد سيدي المليجي ( في مليج )
- كان يرسل الغلال إلى الحرمين في اوانها
- يتصدق على الفقراء حتى احبه الناس.[6]

## وفاتة
لما اشتدت الفتنة بين العزب والينكجرية وحضر محمد بك حاكم الصعيد مُعينًا للينكجرية وصحبته السواد الأعظم من العسكر والعرب والمغاربة والهوارة، فنزل بالبساتين ثم دخل إلى مصر بجموعه، نزل ببيت آقبردي وحارب المتترسين بجامع السلطان حسن، وكان به محمد بك الصغير وهو تابع قيطاس بك مع من انضم إليه من أتباع إبراهيم بك وإيواظ بك ومماليكه، فكانت النصرة لمحمد بك الصغير بعد أمور وحروب.
وانتقل محمد بك جرجا إلى جهة الصليبة، ثم إن الأمراء اجتمعوا بجامع بشتاك وحضر معهم طائفة من العلماء والأشراف، واتفقوا على عزل خليل باشا وإقامة قانصوه بك قائمقام، وولوا مناصب وأغوات ووالي، ووصل الخبر إلى الباشا ومن معه فحرض الينكجرية وفيهم إفرنج أحمد ومحمد بك جرجا ومن معه على الحرب، ووقعت حروب عظيمة بين الفريقين عدة أيام، وصار قانصوه بك يرسل بيورلديات وتنابيه، وأرسل إلى محمد بك جرجا يأمره بالتوجه إلى ولايته، ويجتهد في تحصيل المال والغلال السلطانية، فعندما وصل إليه البيورلدي قام وقعد واحتد واشتد بينهم الجلاد والقتال، واجتمع الأمراء الصناجق والأغوات عند قائمقام ورتبوا أمورهم، وذهبت طائفة لمحاربة منزل أيوب بك إلى أن ملكوه بعد وقائع ونهبوه، وخرج أيوب بك هاربًا، وكذلك منزل أحمد أغا التفكجية بعد قتله، وخرج أيضًا محمد أغا الشاطر وعلي جلبي الترجمان وعبد الله الوالي ولحقوا بأيوب بك، وفروا إلى جهة الشام، وخرج محمد بك الكبير إلى جهة قبلي، وانتهبت جميع بيوت الخارجين وبيت محمد بك الكبير وأحمد جربجي القينالي، وأحرقوا بيت أيوب بك وما لاصقه من البيوت والحوانيت والرباع.
وفي أثناء ذلك قبل خروج من ذكر أيام اشتداد الحرب خرج محمد بك بمن معه إلى جهة قصر العيني، فوصل الخبر إلى إيواظ بك فركب مع من معه ورفع القوَّاس المزراق أمام الصنجق، فانشبك في سكفة الباب وانكسر، فقالوا للصنجق: كسر المزراق فَأْلٌ، وتطيروا من ذلك؛ فقال: لعل بموتي ينصلح الحال، وطلب مزراقًا آخر، وسار إلى جهة القبر الطويل فظهر محمد بك والهوارة فتحاربوا معهم فانهزم رجال محمد بك، وفر هو ومن معه إلى السواقي، فطمع فيهم إيواظ بك ورمح خلفهم، وكان محمد بك أجلس جماعة سجمانية على السواقي لمنع من يطرد خلفهم عند الانهزام، فرموا عليهم رصاصًا فأصيب إيواظ بك وسقط من على جواده، ودفن إيواظ بك بتربة أبي الشوارب، وكان أميرًا خيِّرًا شهمًا حزن عليه كثير من الناس، وخلف والده السعيد الشهيد إسماعيل بك الشهير.